# Plaza Colonia
Plaza Colonia, właśc. Club Plaza Colonia de Deportes jest urugwajskim klubem z siedzibą w mieście Colonia, stolicy departamentu Colonia.

## Historia
Klub założony został 22 kwietnia 1917. W sezonie 2005/2006 występował w pierwszej lidze, z której spadł i obecnie gra w lidze drugiej.